# Хамбург (Ајова)
Хамбург (енгл. Hamburg) град је у америчкој савезној држави Ајова. По попису становништва из 2010. у њему је живело 1.187 становника.

## Демографија
Према попису становништва из 2010. у граду је живело 1.187 становника, што је -53 (-4.3%) становника више него 2000. године.
| Група             | 2000.         | 2010.         |
| Белци             | 1.158 (93,4%) | 1.084 (91,3%) |
| Афроамериканци    | 1 (0,1%)      | 10 (0,8%)     |
| Азијати           | 4 (0,3%)      | 3 (0,3%)      |
| Хиспаноамериканци | 68 (5,5%)     | 74 (6,2%)     |
| Укупно            | 1.240         | 1.187         |